# 콜드 나이트
《콜드 나이트》(In The Cold Of The Night)는 미국에서 제작된 니코 마스토라키스 감독의 1990년 드라마, 공포, 스릴러 영화이다. 제프 레스터 등이 주연으로 출연하였고 니코 마스토라키스 등이 제작에 참여하였다.

## 출연

### 주연
- 제프 레스터
- 아드리안 사크
- 마크 싱어

### 조연
- 브라이언 톰슨
- 샤논 트위드
- 존 벡
- 티피 헤드런
- 데이비드 소울

## 기타
- 프로듀서: 크리스티 L. 포카니
- 공동제작: 아만다 마틴
- 협력프로듀서: 밥 매닝